# Guerras Civis Afegãs
A guerra civil do Afeganistão é um extenso e complexo conflito que assola o país desde 1978, que possui muitos diferentes grupos que combatem de acordo com os distintos estágios.

## Fases

### Golpe de Estado "Revolução de Saur"
Em 27 de abril de 1978, os militares desfecharam um golpe de Estado, chefiado pelos partidos comunistas unificados Khalq e Parcham, após a morte de um dos principais membros do Parcham. O Presidente Mohammed Daoud Khan foi morto juntamente com familiares quando os golpistas tomaram o palácio presidencial. O termo pachto saur significa "abril".

### Envolvimento soviético
O novo governo comunista do Afeganistão encontrou resistência aos seus programas. A seu pedido, a União Soviética interveio com suas forças armadas também como medida para conter os efeitos da Ruptura sino-soviética. Mesmo com o apoio soviético, o governo não logrou controlar efetivamente o país e impedir a rebelião, que recebia apoio do Paquistão, dos EUA e da Arábia Saudita. A União Soviética retirou suas tropas em 1989.

### Colapso do governo
Se caracterizou por uma pesada luta de guerrilha entre o governo comunista de Kabul e os mujahidins. Iniciou-se logo após a retirada das forças militares da União Soviética do país. A saída dos soviéticos do conflito deixou a responsabilidade de lutar contra os rebeldes islamitas apenas ao governo afegão. Depois de três anos de luta, o país já estava completamente sob controle dos mujahidins. Contudo, o conflito reiniciaria logo depois, prolongando a guerra civil por mais quatro anos, até que os extremistas do grupo radical Taliban prevaleceram e firmaram um novo regime fundamentalista no país.

### Desentendimentos entre osmujahidin
Após tomar o poder, a união dos mujahidin desfez-se e começou um período de lutas entre si. Gulbuddin Hekmatyar foi apontado como o responsável por um devastador ataque de foguetes contra Cabul, e Dostum começou a atacá-lo. Este último juntou suas forças às de Hekmatyar e os combates destruíram grande parte de Cabul, enquanto que o país foi dividido conforme as suas etnias. Em 1994, formou-se o movimento dos talibãs no sul do país, com apoio paquistanês, o qual rapidamente obteve vitórias contra Dostum e o comandante tadjique Ahmad Shah Massoud; em 1996, os talibãs tomaram a capital.

### O regime dos talibãs
Após a queda de Cabul, Dostum e Massoud uniram-se para formar a Frente Unida Islâmica para a Salvação do Afeganistão (ou Aliança do Norte). Naquele período, os talibãs continuaram a avançar contra a Aliança até controlar 95% do território afegão. Dostum viu-se forçado a abandonar o Afeganistão, e Massoud foi assassinado em 9 de setembro de 2001.

### Envolvimento ocidental e novo governo afegão
Após os ataques de 11 de setembro de 2001, a Aliança do Norte, com apoio da coalizão liderada pelos Estados Unidos, derrubou os talibãs e estabeleceu uma nova república, sob o comando do Presidente Hamid Karzai. Os talibãs constituíram então um movimento de resistência na porção meridional do país e com frequência usam o território paquistanês como refúgio.[carece de fontes?] Foram treze anos de guerra, viu um novo governo afegão ascender ao poder. Gradualmente as tropas dos aliados ocidentais começaram a se retirar da missão principal de combater os rebeldes islamitas e assumir uma posição de apoio as autoridades afegãs a lutar contra os jihadistas. Em dezembro de 2014, os americanos encerraram sua participação como um dos principais protagonistas da guerra, dando ao governo local a responsabilidade de seguir com a guerra. Enquanto isso, a violência se intensificava por todo o país.

### Conflito entre Talibã e Estado Islâmico
Em 2015, ex-membros e desertores do Talibã liderados pelo militante do Tehrik-i-Taliban Pakistan Hafiz Saeed Khan e o ex-comandante do Talibã afegão Abdul Rauf Aliza, dessatisfeitos com a organização juraram lealdade ao Estado Islâmico do Iraque e do Levante e anunciaram a fundação do Provínicia de Coraçone do Estado Islâmico. Militantes do Movimento Islâmico do Uzbequistão declararam lealdade ao grupo e logo em 2015 começaram embates entre membros do EI-K e Talibã. O EI-K foi capaz de tomar alguns territórios antes de serem expulsos por intervenção tanto do Talibã quanto das Forças de Segurança do governo afegão. Durante a Queda de Cabul o Talibã liberou militantes aprisionados, incluindo membros do EI-K. Quando comçou o processo de evacuação do Afeganistão o EI-K realizou um ataque suicida no aeroporto de Cabul matando 182 pessoas, incluindo militares estadunidenses e do Talibã. 

### Retorno do Talibã
Após quase duas décadas de presença militar no Afeganistão, em 2020 os Estados Unidos firmaram um acordo de paz com o Talibã, que permitiria ao país retirar suas tropas de lá. Aproveitando-se deste vácuo de poder, o Talibã, em maio de 2021 lançou uma grande ofensiva contra o governo central afegão e em agosto, conquistaram Cabul e reassumiram o governo.

### Resistência contra Talibã
Em 17 de agosto, o vice-presidente Amrullah Saleh, citando disposições da Constituição do Afeganistão, declarou-se presidente do Afeganistão de uma base de operações no vale de Panjshir, que ainda não havia sido tomada pelas forças do Talibã, e prometeu continuar as operações militares contra o Talibã de lá. Sua reivindicação à presidência foi endossada por Ahmad Massoud e pelo Ministro da Defesa da República Islâmica do Afeganistão, Bismillah Khan Mohammadi. A resistência baseada em Panjshir recapturou a capital da província de Charikar em 17 de agosto.